# Дело Гинзбурга и Галанскова

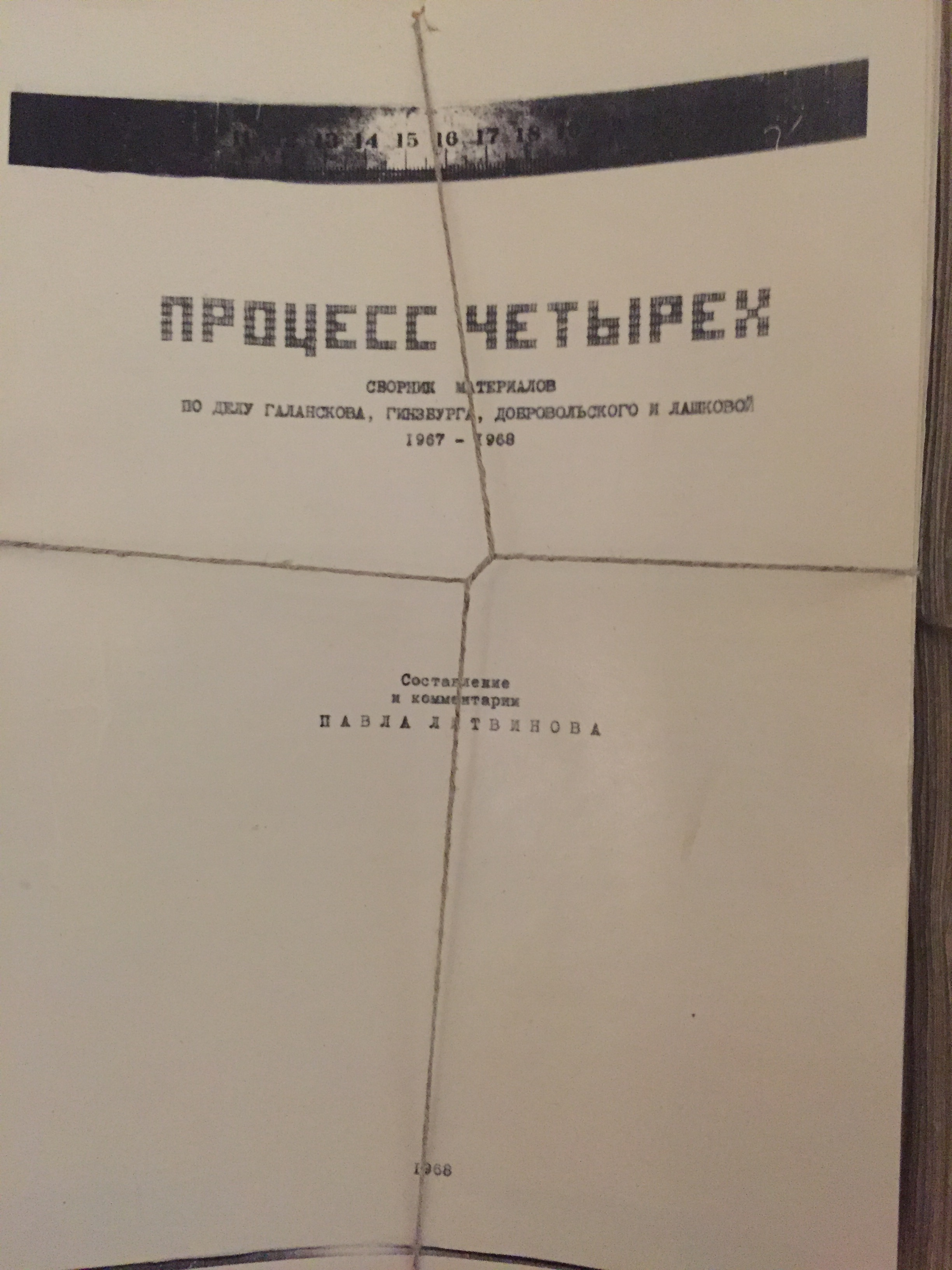
Самиздатовская хроника «Процесса четырёх»

Дело Гинзбурга, Галанскова, Добровольского и Лашковой (или «Процесс четырёх») — один из известных политических процессов против диссидентов в СССР 1960-х годов.

## Судебный процесс
Четырёх москвичей — активистов самиздата Александра Гинзбурга, Юрия Галанскова, Алексея Добровольского и Веру Лашкову — КГБ арестовал в январе 1967 года по обвинению в антисоветской агитации и пропаганде.
Центральным пунктом обвинения против Александра Гинзбурга было составление и публикация за границей сборника под названием «Белая книга» по делу писателей Андрея Синявского и Юлия Даниэля.
Юрию Галанскову инкриминировалась помощь Гинзбургу в подготовке «Белой книги» и составлении второго тома альманаха «Феникс» («Феникс-66»), Алексею Добровольскому — авторство одного из текстов альманаха, Вере Лашковой — участие в подготовке «Белой книги» и «Феникса-66» в качестве машинистки. Кроме того, их обвинили в связи с эмигрантской организацией «Народно-трудовой союз».
Александра Гинзбурга защищал адвокат Борис Золотухин, Юрия Галанскова — Дина Каминская. Адвокатом Алексея Добровольского был Владимир Швейский, Веры Лашковой — Семён Ария.
Процесс начался 8 января 1968 года. Процесс формально был открытым, но вход на него был по пропускам, распределение которых происходило тайно:
Публика подлинная робкими стайками толпилась на улице, у подъезда. Время от времени ее фотографировали сверху: всех потом определили и уволили с работы.
В январе 1968 года Мосгорсуд приговорил Гинзбурга к пяти годам лишения свободы (по ст. 70 УК РСФСР), Галанскова — к семи, Добровольского — к двум, Лашкову — к одному. Адвокаты всех четырёх осужденных подали кассационные жалобы. Кассационное разбирательство в Верховном суде РСФСР состоялось 16 апреля 1968 года. Приговор Мосгорсуда был оставлен в силе. Лашкову, с учётом времени проведенного под арестом, освободили 17 апреля.

## Влияние на правозащитное движение
Арест четырёх стал одним из поводов для демонстрации 22 января 1967 года на Пушкинской площади, а само дело четырёх — причиной второй протестной кампании против политических преследований, развернувшейся в 1967—1968 годах и принявшей существенно большие масштабы, чем кампания 1965—1966 годов в защиту Синявского и Даниэля. Эти события стали началом правозащитного движения в СССР. Под десятком индивидуальных и коллективных писем в защиту Гинзбурга и Галанскова было собрано в общей сложности свыше 700 подписей. В частности, научные сотрудники из новосибирского Академгородка направили «Письмо сорока шести», после чего в Академгородке была развернута масштабная кампания осуждения подписантов.
В ходе этой кампании завершилась консолидация диссидентов Москвы и некоторых других крупных городов СССР вокруг правозащитной идеи. Особенное значение имело обращение П. М. Литвинова  и Л. И. Богораз «К мировой общественности», открыто переданное ими иностранным журналистам 11 января 1968 года — первый правозащитный текст, апеллировавший не к советским властям, а к советскому и международному общественному мнению. В советском обществе, где десятилетиями пропагандой и репрессиями насаждался изоляционизм, идея обращения к мировой общественности была невероятно новой и смелой.
Из материалов, касающихся обвиняемых «Процесса четырёх», и общественной кампании в их защиту, П. М. Литвинов (при участии А. А. Амальрика) составил документальный сборник «Процесс четырёх».